# Flechtmanniella laticollis
Flechtmanniella laticollis är en skalbaggsart som beskrevs av Rudolph Petrovitz 1973. Flechtmanniella laticollis ingår i släktet Flechtmanniella och familjen Aphodiidae. Inga underarter finns listade i Catalogue of Life.